# Drop Nineteens
Drop Nineteens – amerykański zespół indie rockowy założony w Bostonie i działający w latach 1991-1995. Był to jeden z nielicznych zespołów z tego kontynentu w danym czasie, który inspirował się silnie brytyjskim shoegazem, zwłaszcza twórczością My Bloody Valentine i Slowdive.

## Historia
Drop Nineteens w czasie swojego istnienia był bardziej popularny w Wielkiej Brytanii, aniżeli w swojej ojczyźnie. Po wydaniu dwóch płyt demo z ośmioma utworami, które były zauważone przez brytyjską prasę. Zespół wkrótce podpisał kontrakt z wytwórnią Caroline Records i w 1992 roku ukazał się debiutancki album zatytułowany Delaware. Promowano go głównie w radiach studenckich. W ramach jego promocji zespół pojawił się na kilku festiwalach, między innymi w Reading i na Lollapaloozie, nagrał także sesję dla Johna Peela w radiu BBC. 

## Dyskografia
Albumy studyjne
- Mayfield (1991)
- Delaware (1992, Plan 9/ Caroline/ Hut)
- National Coma (1993, Caroline/ Hut/ Virgin)

EPki i single
- Winona (1992, Caroline/ Hut/ Virgin)
- Your Aquarium CD/10" EP (1992, Plan 9/ Caroline/ Hut)
- Limp 7"/ 12" EP (1993, Hut/ Virgin)/(1994, Caroline)